# جون ك. هولاند
جون ك. هولاند (بالإنجليزية: John C. Holland)‏ هو سياسي أمريكي، ولد في 1893، وتوفي في 1970.